# Portenschlagiella ramosissima
La finocchiella di Lucania (Portenschlagiella ramosissima (Port.) Tutin, 1967) è una pianta della famiglia delle Apiacee. È l'unica specie nota del genere Portenschlagiella.
Fu descritta per la prima volta dal botanico austriaco Franz von Portenschlag-Ledermayer (1772-1822).

## Descrizione
È una specie erbacea eretta perenne, alquanto pubescente. Le foglie, in gruppi da 4 a 5, sono pennate, con lobi acuminati lineari-filiformi. L'ombrello è sub-globuloso, spesso in forma di voluta al culmine dello stelo principale, in 30-50 raggi, pubescente. Numerose le brattee.
Il fiore è a petali gialli, di forma oblungo-spatolata, emarginati e ciliati inferiormente, con apice involuto e piccoli sepali. La fioritura è estiva, tra luglio e agosto.
Il frutto è un achenio di forma cilindrico-ovoidale, non compresso, ispido, irto di peluria stellata che ne aiuta la disseminazione da parte di animali.

## Distribuzione e habitat
Si tratta di un rarissimo endemismo spiccatamente rupestre (casmofita), a distribuzione puntiforme, che vive «in condizioni ecologiche veramente 'estreme'».
Cresce in ambiente mediterraneo/montano, in area tirrenica (Sud Italia) e area adriatica dalmato-nord illirica(Croazia, Bosnia ed Erzegovina, Montenegro,
nord dell'Albania), in ambiente rupestre arido, su rocce con orientazione Nord-Est, fino a circa 1200 metri di elevazione.
Il suo areale, in Italia, tocca alcune specifiche zone dell'appennino lucano-campano, nelle regioni della Campania, della Basilicata e della Calabria. Una stazione, ad esempio, è segnalata sulle pareti calcaree occidentali del Monte Bulgheria (in località Limbida), nel Parco nazionale del Cilento e Vallo di Diano, non lontano da Palinuro. Sempre nel Parco del Cilento, la specie è presente sulle pareti calcaree presso la gola del torrente Sammaro, tra i comuni di Sacco e Roscigno

## Contenuto in oli essenziali
I semi di questa Umbellifera hanno un contenuto al 15% in oli essenziali, in cui il composto dominante è l'etere aromatico miristicina, dai noti effetti psicotropi, a cui si aggiungono le segnalazioni di funzioni epatoprotettive e anti-carcinogenetiche. Analisi con risonanza magnetica nucleare, cromatografia, spettrometria di massa, compiute su esemplari provenienti dall'allora Yugoslavia, hanno rivelato un contenuto in miristicina pari al 70% del totale degli oli essenziali e al 10% della massa totale dei semi.
Analisi compiute negli anni 2000 hanno confermato l'alto contenuto in miristicina, ma hanno dato risultati inferiori riguardo all'incidenza.
Tali risultati non sono considerati definitivi e abbisognano di ulteriori analisi. Altri studi, infatti, compiuti in precedenza, hanno dato risultati contraddittori e in alcuni casi non è stata nemmeno rilevata la presenza della miristicina. Potrebbe trattarsi dell'erronea individuazione della particolare specie da parte degli sperimentatori o della variabilità del chemotipo, dovuta a fattori genetici o ambientali, o a diversa modalità di coltivazione.